# Niccolò Moretti
Niccolò Moretti (Breda di Piave, 1764 – Treviso, 1821) è stato un compositore e organista italiano.

## Biografia
Nato da una ricca famiglia di Breda (oggi Breda di Piave) di ascendenza agordina, iniziò a studiare sotto la guida del padre organista. Iniziò forse la sua formazione con il cembalo di casa e all'organo della chiesa di Breda di Piave, costruito già nel 1706 dal veronese De Bonis e rifatto nella seconda metà del secolo da Gaetano Callido. La sua istruzione potrà avvenire nel seminario di Treviso, mentre la sua formazione artistica proseguì gli studi con Medoro Coghetto e con l'allievo Girolamo Schiavon. Si accasò nel capoluogo della marca più precisamente nella contrada del duomo: visse della professione di insegnante, autore di musica sacra e organista della chiesa di Sant'Andrea, dov'ebbe speciali suffragi. Contò fra gli allievi Gaetano Nave e Pietro Sartori (quest'ultimo padre del celebre pianista Luigi).

## La musica
Il biografo abate Crespan, lo definisce “...compositore felice, studioso dei famosi maestri, ricco d'immaginazione feconda”. La sua musica organistica è brillante e particolarmente adatta alla sonorità degli strumenti di scuola veneta come Callido e De Lorenzi, Nachini e altri. Sicuramente nella sua produzione i riferimenti alla Musica di Mozart, Haydn, al conterraneo e coevo Luchesi sono evidenti, egli trascrisse anche delle sonate “del sig. Mozart” per organo. Della musica di Moretti (eseguita a lungo nelle chiese venete anche dopo la sua scomparsa) restano ancora degli inediti negli archivi regionali. Ma gran parte del lavoro di riscoperta e valorizzazione del compositore trevigiano è avvenuta negli anni '90 grazie al lavoro di importanti organisti in particolar modo Amedeo Aroma, e musicologi come Giuliano Simionato.

## Incisioni organistiche
- Amedeo Aroma Niccolò Moretti: Casa musicale ECO
- Sandro Carnelos  Niccolò Moretti - Keyboard Music; Rainbow Classics
- Andrea Marcon 18th Century Venetian Organ Art; DIVOX Antiqua
- Amedeo Aroma Sinfonie e sonate per organo; Rivo Alto
- Wijnand van de Pol Historical Organs of Friuli

## Alcune composizioni non organistiche
- Tantum Ergo  a tre Voci Concertato con Violini Anno 1805
- Credo a 3 Voci Concertato  con Strumenti da Fiato
- Gloria Concertato a 3. Voci. Breve
- Gloria in fa. a 3. Voci Concertato con Istrumenti da fiato
- Gloria, a Tre Voci Con Violini e Versetti, a soli.
- Gloria a 3. Voci Concertato con Strumenti da fiato.
- Kyrie  a 3. Voci Concertato Strumenti da Fiato
- Kyrie e Gloria Concertato con corni ed organo